# Gustavo Tarrío
Gustavo Tarrío (Buenos Aires, 1969) es un dramaturgo, autor, director y guionista argentino. 

## Biografía
Estudió en Escuela Nacional de Experimentación y Realización Cinematográfica.
En 2017 estrena La Guiada, un recorrido por el Teatro Nacional Cervantes.
En 2017 dirigió la adaptación musical del cuento para niños El vestido de mamá de Dani Umpi y Rodrigo Moraes. Dirigió y guionó la obra Todo Piola.

## Obras
- 2017, El vestido de mamá.
- 2018, Esta canción.
- 2019, Todo piola.

## Cine
- 2006, Foto Bonaudi
- 2007, Súper
- 2013, Una canción coreana